# 65 Pułk Artylerii Przeciwlotniczej
65 Pułk Artylerii Przeciwlotniczej (65 paplot) – oddział artylerii przeciwlotniczej ludowego Wojska Polskiego.

## Formowanie i zmiany organizacyjne
Pułk sformowany został w 1952, w Gdańsku, w składzie 16 Dywizji Artylerii Przeciwlotniczej. W 1955 oddział przeniesiony został do Brodnicy, a w styczniu następnego roku wyłączony ze składu 16 DAPlot. Wiosną 1957 pułk ponownie włączony został w struktury 16 DAPlot. Na podstawie rozkazu Nr 0135/Oper. dowódcy Pomorskiego Okręgu Wojskowego z 30 czerwca 1960 pułk dyslokowany został do Warcisławia (po zmianie nazwy – Jaromin) koło Trzebiatowa.
Na podstawie rozkazu Nr 025/MON Ministra Obrony Narodowej z dnia 30 września 1967 oddział przyjął tradycje i nazwę 61 pułku artylerii przeciwlotniczej oraz obchodził święto w dniu 16 kwietnia. Od tego czasu jednostka występowała jako 61 pułk artylerii Wojsk OPL.

## Dowódcy

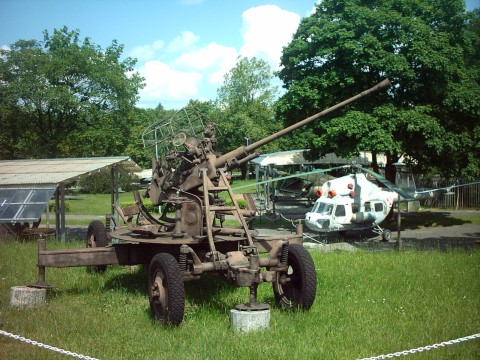
37 mm armata przeciwlotnicza wz. 1939 (61-K)

- mjr Mikołaj Ćwirko (24IX 1952 -X 1954)
- mjr Wacław Rosik (X 1954 – 1958)
- ppłk Kazimierz Ożgo (1958 – 1962)
- ppłk Stanisław Namedyński (1962 – 6 II 1967)
- ppłk Rafał Walerych (7 II 1967 – 25 XI 1968)

## Struktura organizacyjna
dowództwo i sztab
- pluton dowodzenia
- 4 x baterie artylerii przeciwlotniczej
  - drużyna dowodzenia
  - 3 x plutony ogniowe po 2 armaty plot 37 mm wz 39